# Olof Brunå
Olof Bruno Melker Brunå Andersson, född den 18 maj 1884 i Nyköping, död den 4 december 1934 i Stockholm, var en svensk journalist och författare.

## Biografi
Brunå var född i Nyköping, men växte upp i Finland. Han genomgick en pårivatskola i Helsingfors och vanlig folkskola i Sverige. Han medarbetade till en början i flera olika tidningar och tidskrifter innan han 1915 fick fast anställning vid Stockholms-Tidningen. Hans skönlitterära verk är realistiska tvärsnitt ur livet. 